# Clementine Plessner
Clementine Plessner, gebürtig Clementine Folkmann, (* 7. Dezember 1855 in Wien, Österreich-Ungarn; † 27. Februar 1943 im KZ Theresienstadt) war eine österreichische Schauspielerin.

## Leben
Nach dem Tod ihres Ehemanns, des Holzhändlers und Journalisten Louis Plessner († 18. September 1895, im Alter von 48 Jahren), begann sie um die Jahrhundertwende öffentlich in Erscheinung zu treten. Sie war zunächst Sängerin und trat 1903 am Landestheater von Laibach auf. Ab Ende des Ersten Weltkrieges wurde sie beim deutschen Stummfilm eingesetzt. Plessner wirkte während der 20er Jahre in einer großen Anzahl von Filmen mit, in denen sie in Nebenrollen Mütter, Großmütter und andere ältere Damen darstellte.
Seit 1927 lebte sie in Wien und war in österreichischen Produktionen zu sehen. 1932 trat sie noch einmal in deutschen Filmen auf, nach der Machtergreifung der Nationalsozialisten blieb die jüdische Schauspielerin in Österreich. 1938 wurde sie aus der Reichsfilmkammer ausgeschlossen. Zuletzt wohnhaft in der Radetzkystraße im Bezirk Landstraße in Wien wurde sie am 24. September 1942 mit dem Transport 42 Zug Da 519 von Wien aus ins KZ Theresienstadt deportiert, wo sie am 27. Februar 1943 ermordet wurde.
Die Schriftstellerin Elsa Plessner (Ginsberg) war ihre Tochter.

## Filmografie (Auswahl)
- 1915: Kaliber fünf Komma zwei
- 1917: Giovannis Rache
- 1918: Das Tagebuch einer Verlorenen
- 1918: Dida Ibsens Geschichte
- 1918: Im Zeichen der Schuld
- 1918: Jettchen Geberts Geschichte (2 Teile)
- 1918: Der Weg, der zur Verdammnis führt
- 1919: Anders als die Andern
- 1919: Das Hexenlied
- 1920: Die entfesselte Menschheit
- 1920: Das Medaillon der Lady Sington
- 1920: Manolescus Memoiren
- 1920: Bar el Manach
- 1920: Die Benefiz-Vorstellung der vier Teufel
- 1921: Ratten der Großstadt, 1. Teil: Die geheimnisvolle Nacht
- 1921: Der Gang in die Nacht
- 1921: Der Schatten der Gaby Leed
- 1921: Lady Hamilton
- 1922: Lucrezia Borgia
- 1922: Der Todesreigen
- 1923: Gobseck
- 1924: Steuerlos
- 1924: Die Stimme des Herzens
- 1924: Taras Bulba (2 Teile)
- 1924: Sklaven der Liebe
- 1924/26: Der krasse Fuchs
- 1925: Der Bankkrach Unter den Linden
- 1925: Die eiserne Braut
- 1926: Fräulein Josette – meine Frau
- 1926: Die elf Schill’schen Offiziere
- 1926: Nur eine Tänzerin
- 1926: Der Hauptmann von Köpenick
- 1928: Kaiserjäger
- 1928: Das Geheimnis der Villa Saxenburg (Die weiße Sonate)
- 1928: Die Lamplgasse
- 1928: Erzherzog Johann
- 1929: Hingabe
- 1929: Die weiße Nacht
- 1929: Die verschwundene Frau
- 1929: Der Monte Christo von Prag
- 1929: Der Dieb im Schlafcoupé
- 1931: Stürmisch die Nacht
- 1932: Der verliebte Blasekopp
- 1932: Theodor Körner